# Sri Lanka
Sri Lanka (Republica Democratică Socialistă a Sri Lankăi) este o țară insulară asiatică, situată în sudul Asiei, în Oceanul Indian. Are țărmuri la: Golful Bengal, în est, Oceanul Indian în sud și vest și Strâmtoarea Palk în nord-est, care o separă de India. Capitala Sri Lankăi este Colombo. Până în 1972 se numea Ceilon (Ceylon). În Tabula Peutingeriana, insula era marcată cu denumirea: Insula Taprobane.

## Istorie
Evoluția istorică a insulei este strâns legată de cea a subcontinentului indian. Primii locuitori aparțin populației preistorice vedda, întâlnită din India până în arhipelagul Filipinelor. Din mileniul 2 î.Hr. se stabilesc în Ceylon triburi singhaleze (de origine indo-europeană) originare din India septentrională. O dată cu ele se răspândește și cultura orezului. 

În secolul al VI-lea î.Hr. se constituie un puternic regat singhalez cu reședința la Anuradhapura. Acesta adoptă în vremea suveranului Devampiya Tissa (247 - 207 î.Hr.) ca religie oficială budismul, la a cărui răspândire în Asia de Sud-Est Ceylonul va contribui plenar în secolele următoare. Începând din secolul al III-lea î.Hr., în nordul insulei pătrund triburi tamile, de limbă dravidiană, originare din sudul Indiei. Populația singhaleză constituie elementul majoritar, hegemon, elementul tamil rămânând grupat în peninsula Jaffna din nord. Dualismul singhalezo-tamil se va menține timp de două milenii, conducând în ultimele decenii ale secolului al XX-lea la o situație explozivă în țară. Grație poziției sale geografice, insula Ceylon joacă încă din antichitate, un rol cheie în comerțul Indiei și Chinei cu Europa. Profitând de fărâmițarea feudală (în secolele XIII - XVI se înfruntau trei regate rivale, unul tamil și două singhaleze), din 1505 se stabilesc la Colombo, de unde controlează coasta de nord și vest a insulei, portughezii. În 1658 ei sunt înlocuiți de o nouă putere colonială, Olanda, la rândul ei eliminată de Marea Britanie, care ocupă în 1795 - 1796 insula, declarând-o în 1802, colonie britanică. În 1815 este supus și regatul autohton cu centrul la Kandy.

Marea Britanie introduce în secolul al XIX-lea plantații de arbori de cafea, ceai și cauciuc, aducând ca forță de muncă muncitori tamil din sud - estul Indiei.

La 4 februarie 1948 insula Ceylon își proclamă independența în cadrul Commonwealth-ului. Din 14 decembrie 1955 devine  membru ONU. În timpul guvernelor, de orientare prosovietică, conduse de Solomon Bandaranaike (1956 - 1959), apoi, după asasinarea sa, de către propria soție, Sirimavo Bandaranaike (prim-ministru in perioada1960 - 1965 și 1970 - 1977), sunt inițiate o serie de reforme radicale iar noua constituție, adoptată la 22 mai 1972, proclamă republică Sri Lanka (noul nume al țării) și rupe legăturile instituțonale cu Londra, fără a părăsi însă Commonwealth-ul. Adâncirea disensiunilor interednice între singhalezi (circa 75% din populația insulei, în majoritate covârșitoare budistă) și tamili, grupați în nord și est  (de religie hindusă, care solicită crearea unei provincii autonome în nord-sudul insulei, și chiar a unui stat independent), degenerează, după 1978, într-un sângeros război civil de o rară cruzime, soldat până la sfârșitul anului 2000 cu peste 60.000 de victime fără a se profila perspectiva unei soluționări reale a disensiunilor pe calea tratativelor. Încercarea Indiei de a sprijini, printrun corp expediționar (Indian Peace Keeping Forces), trimis în insulă între 1987 și 1990, găsirea unei soluții pașnice, s-a încheiat cu un eșec. Între 1997 și 2001, luptele dintre rebelii tamili și forțele guvernamentale au continuat. După un armistițiu propus în decembrie 2000 ostilitățile sunt reluate de ambele părți, în aprilie 2001, cu o înverșunare sporită, fără a se întrevedea o soluție militară a conflictului. Ministrul Apărării anunța, ca bilanț al războiului civil pentru anul 2001, un număr de 3.753 de victime. Alegerile prezidențiale din decembrie 1999 o reconfirmă pe Chandrika Kumaralunga (fiica unei cunoscute militante, Sirimavo Bandaranaike), pentru un nou mandat de 6 ani, în funcția de șef al statului. Încercările șefului statului de a trece prin Parlament amendamente la Constituție care să acorde o mai mare autonomie locală, ca premisă a încetării războiului civil, eșuează. Climatul de permanentă violență din țară, cu antetatele sinucigașe cu bombe ale rebelilor tamili în chiar inima capitalei, este dublat de relațiile tensionate dintre Alianța Populară, partidul președintei Kumaralunga, și Partidul Național Unit, condus de Rani Wickremasinghe, este victorios în alegerile din decembrie 2001, iar liderul acestuia devine noul prim-ministru al țării. Reluarea în 2002 a tratativelor de pace cu rebelii tamili sub mediere norvegiană, pe fondul unui armistițiu de încetare a focului de ambele părți, aduce după 19 ani de confruntare, speranța unui final al războiului civil. Speranța se va dovedi însă iluzorie. Rebelii tamili renunță la proclamarea unui stat independent propriu în schimbul autonomiei regionale, în cadrul unui stat unitar după modelul Elveției, Canadei sau Australiei. Disensiunile dintre președinte și premier, precum și retragerea părții tamile de la negocierile de pace provoacă o criză politică și alegeri parlamentare anticipate organizate la 2 aprilie 2004. Alianța electorală cu orientare de stânga a șefului statului doamna Kumaralunga iese victorioasă în noua confruntare, obținând 105 din cele 225 de locuri ale legislativului (45,8% din sufragii), iar Mahinda Rajapakse devine noul prim-ministru. Și în cadrul separatiștilor tamili izbucnesc în 2004 ciocniri armate între grupări rivale. Aceasta insula era si poate încă mai este o pescătorie de perle. În cartea "20.000 de leghe sub mari" de Jules Verne este descrisă o imensă perlă. În carte este descris cum se pescuia pe vremuri. Mai mult, erau pescari indieni care erau majoritatea sclavi. Acestia nu traiau mult din cauza apei, multi mureau pe fundul apelor.
Pe 26 decembrie 2004, coastele de sud și de vest ale Sri Lankăi au fost afectate de o serie de valuri tsunami provocate de un cutremur cu o magnitudine de 9,0 grade pe scara Richter. Tsunami-ul din 26 decembrie 2004 provoacă în regiunea de coastă moartea a circa 300.000 de persoane și importante daune materiale.
În mai 2009 o ofesivă militară guvernamentală cucerește ultimul bastion al tigrilor tamili, reușind să câștige controlul întregii insule.
În 2010, guvernul srilankez, din cauza deficitului acut de bani, a contractat un împrumut chinezesc de 1,5 miliarde USD pentru a construi un port nou și mare, aflat în sudul țării, la Hambantota. Întrucât nu și-a putut respecta promisiunea de a-și plăti datoriile rezultate în urma lipsei de trafic comercial naval de acolo, guvernul a fost nevoit să-și închirieze chinezilor timp de 99 de ani acel port. Instituția "The China Merchants Port Holdings" deține acum 70% din acțiunile portului Hambantota. Există riscul ca chinezii să-l folosească cândva în scop militar, devenind un factor de instabilitate aproape de India. 

## Geografie

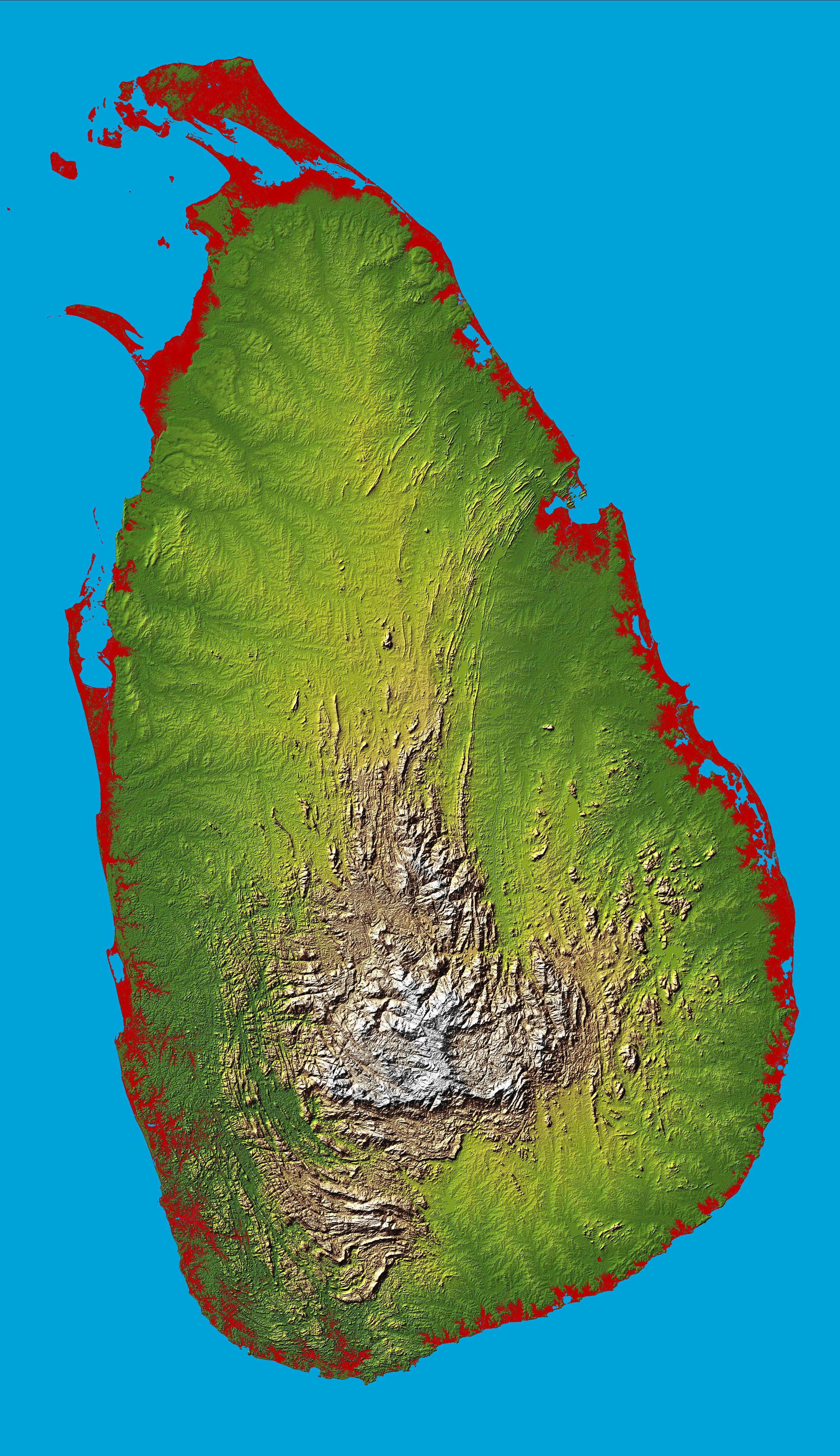
Topografie

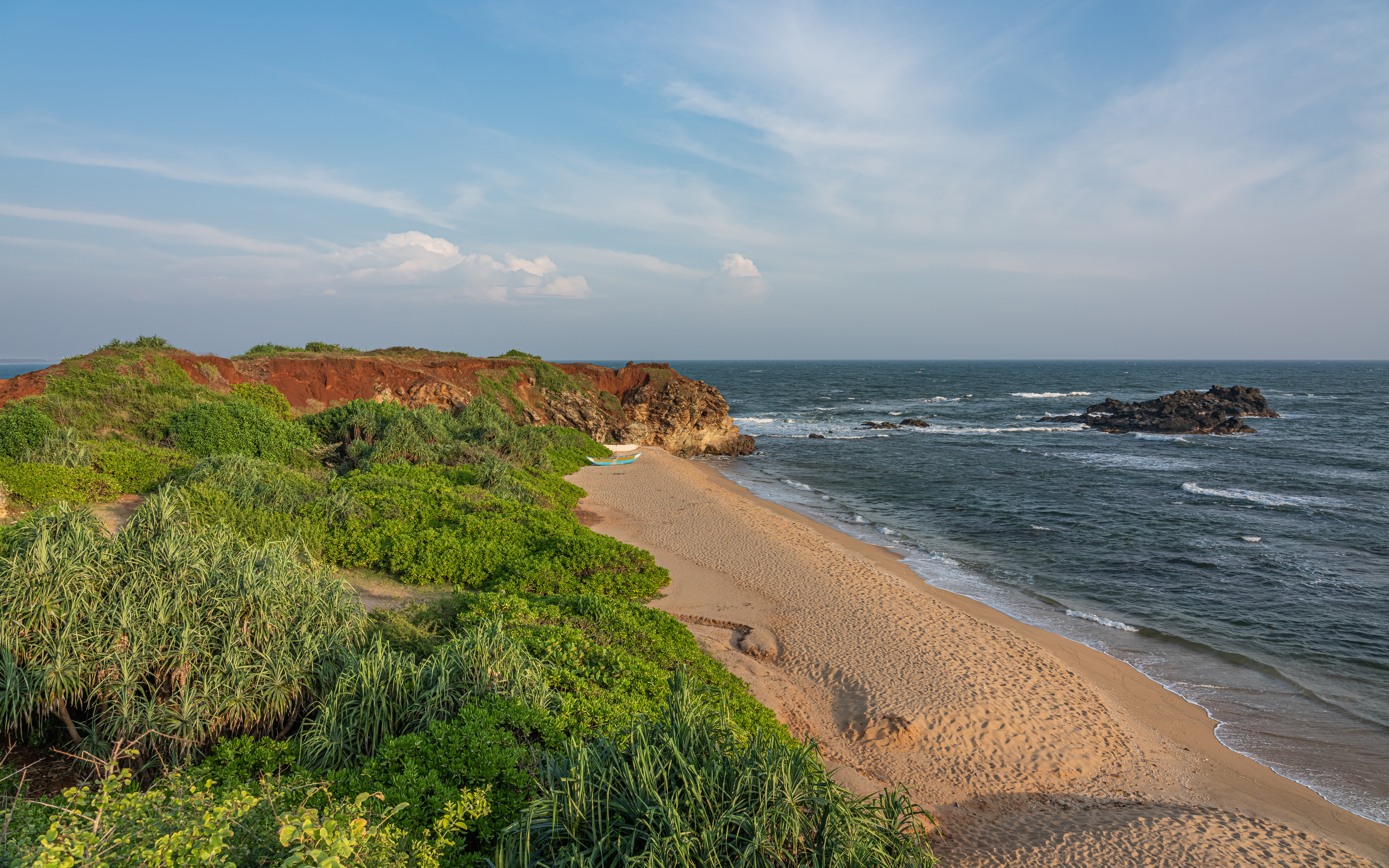
Sri Lanka

Insula Ceylon (fostul nume al statului Sri Lanka) este a noua insulă ca mărime din lume, situată în Oceanul Indian, despărțită de India prin strâmtoarea Palk (50 km) și superficiul insular Podul lui Adam. Din punct de vedere geologic, insula este o prelungire a continentului, și mai exact a Platoului Deccan. 

Țara măsoară 400 de kilometri de la nord la sud și 200 km de la vest la est. Ea este împărțită în trei regiuni: câmpiile fertile și dens populate de pe coastă, masivul muntos din interiorul țării și zona aridă cu roci calcaroase din nord. 

Cadrul natural este dat de un relief de podișuri vechi dominat de inselberguri tipice în nord și est și prezentând câteva depresiuni mai mari bine populate (Kandy, Ratnapura). Cotele cele mai mari se întâlnesc în partea central sudică (Padurutalagala, 2524 m, altitudinea maximă din țară, Sri Pada, Vârful lui Adam, 2243 m).

Câmpiile au o poziție periferică, însoțind țărmul (1 340 km) care, la rândul său, este marcat de lagune și plaje.
Clima este tropicală cu manifestări ale musonilor de nord-est (în perioada decembrie - martie) și de sud-vest (iunie - octombrie) cu precipitații bogate în sud vest și în regiunea înaltă (2.400 – 4.000 mm/an) și mai reduse în nord unde sezonul uscat durează până la 7 luni. Ciclonii care se abat destul de frecvent asupra Sri Lankăi provoacă pagube, inclusiv pierderi de vieți omenești. Valul seismic (tsunami) produs de cutremurul din nordul insulei Sumatera la 26 decembrie 2004 a provocat moartea a 31.000 persoane din estul țării și mari pagube materiale. 

Râurile sunt scurte (Mahaweli Ganga, cel mai lung, are 331 km) și prezintă un potențial energetic ridicat.

## Politică
Conform constituției promulgate la 7 septembrie 1978, Sri Lanka este republică prezidențială. Ea este membră în Commonwealth. Puterea legislativă este exercitată de un parlament unicameral (225 membri, aleși printr-un sistem de reprezentare proporțională). Parlamentul exercită, de asemenea, atribuții judecătorești și controlează finanțele publice. Puterea executivă este exercitată de președinte, care poate numi și demite pe primul ministru și pe oricare ministru din Cabinet, sau își poate asuma orice portofoliu în Cabinet. Șeful statului: președintele, este ales prin vot direct, pentru un mandat de 6 ani, reeligibil.
Partide politice:
- Alianța Populară  - fondată în 1993, o alianță între Partidul Libertății din Sri Lanka și Partidul Poporului din Sri Lanka;
- Partidul Național Unit - fondat în 1947;
- Frontul Unit Tamil de Eliberare - fondat în 1949;
- Congresul Musulman din Sri Lanka - fondat în 1980.

## Provincii
Statul Sri Lanka  este împărțit în 25 de districte grupate în nouă provincii.

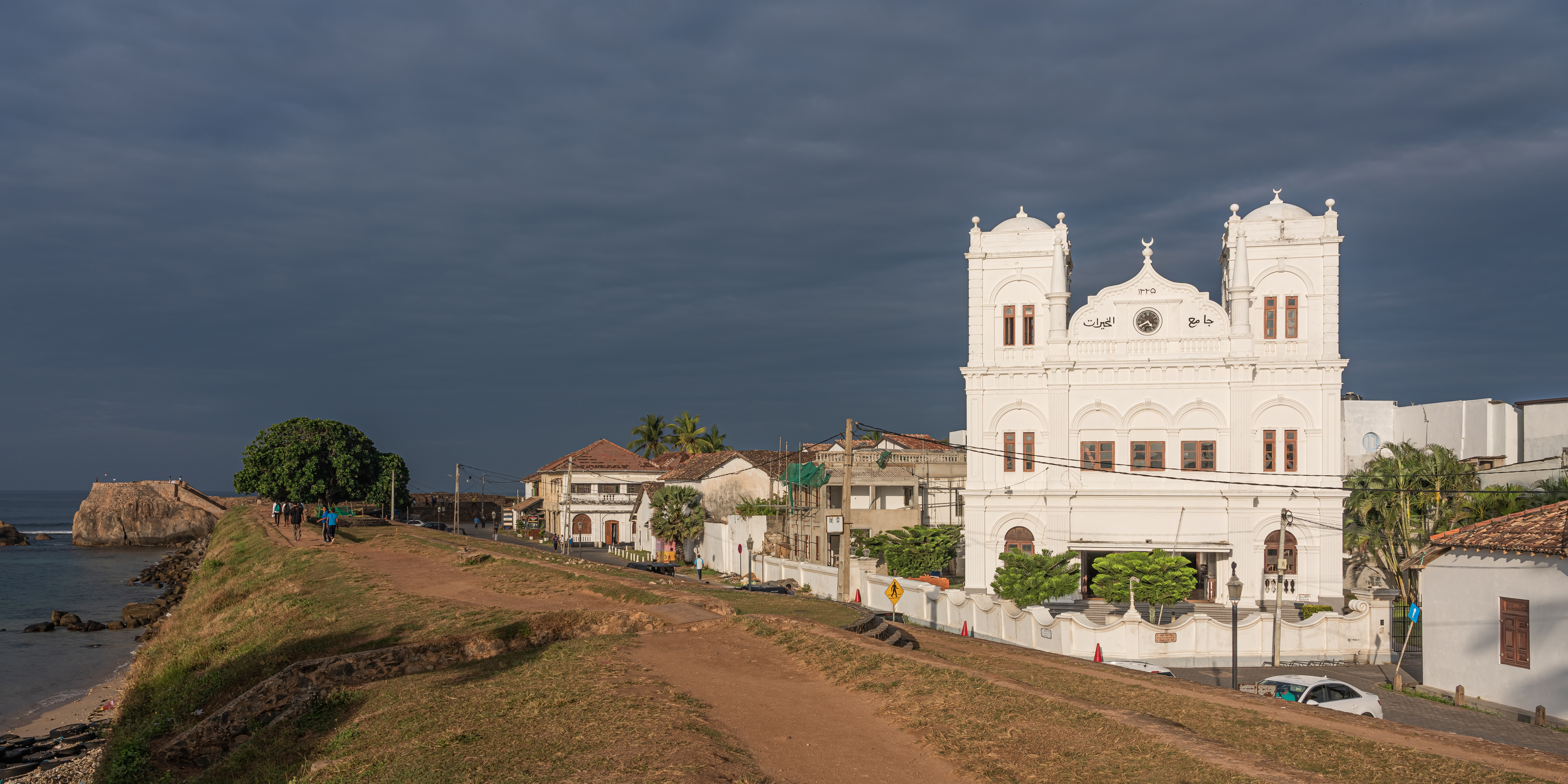
Galle

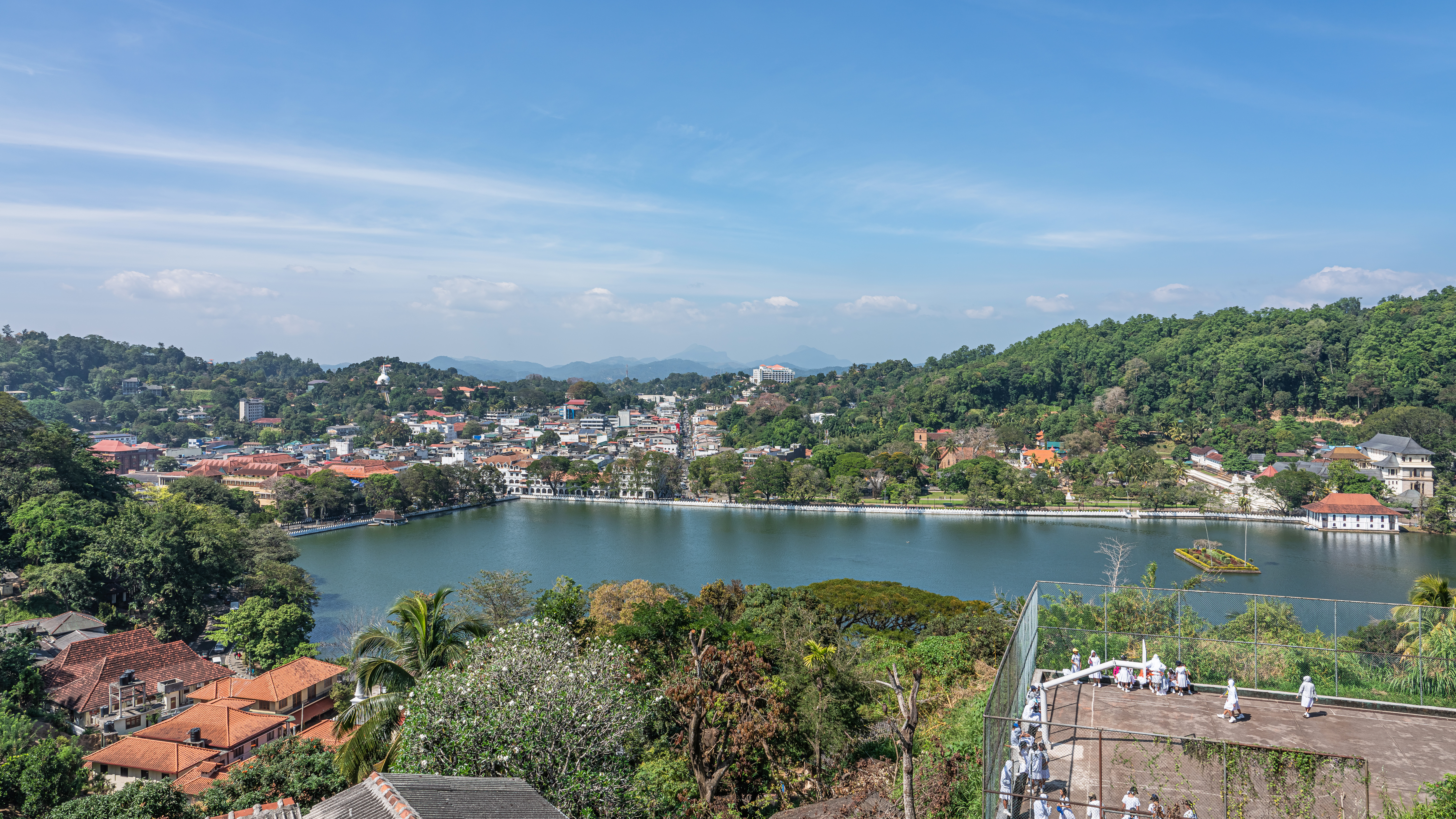
Kandy

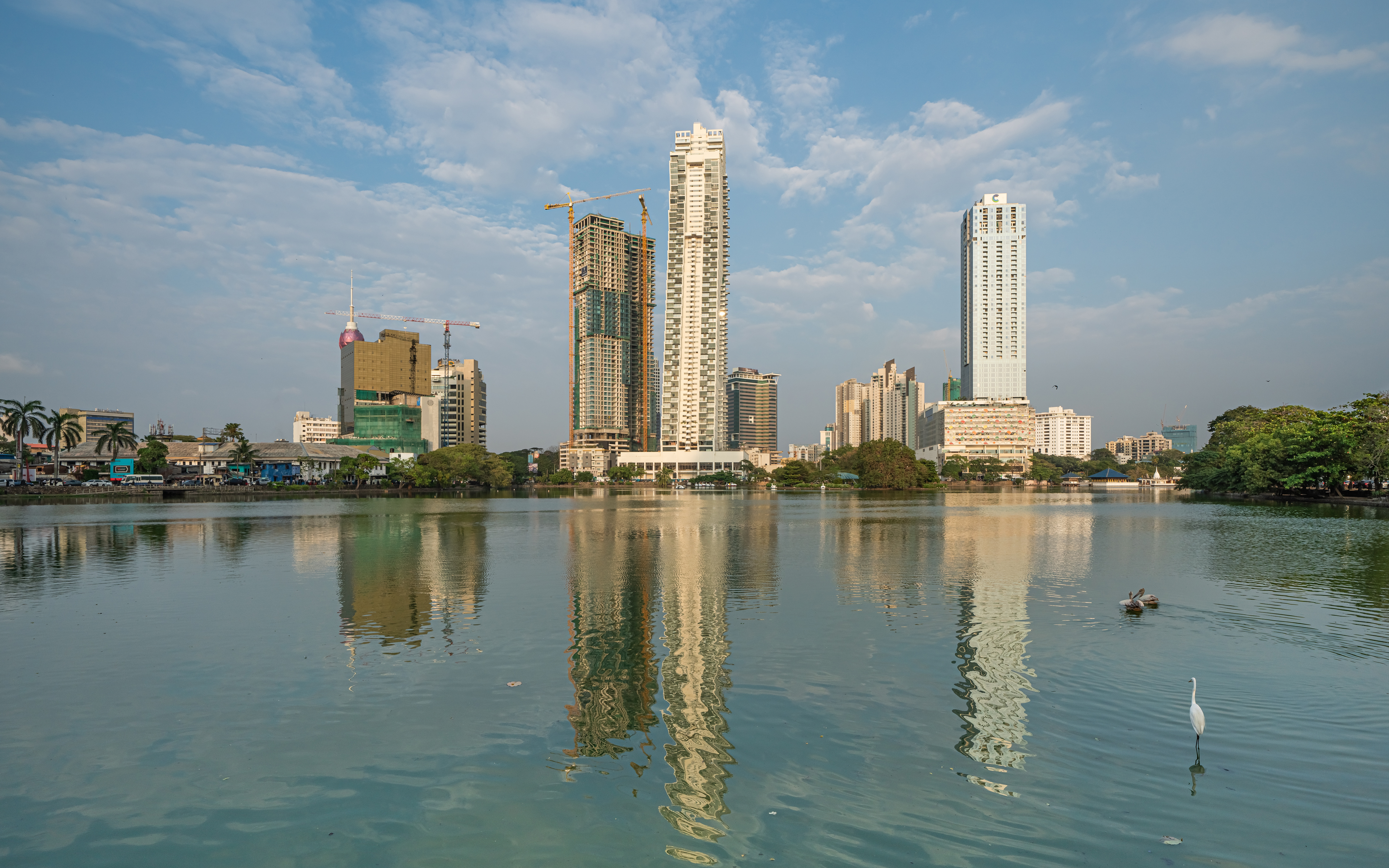
Colombo

| Diviziuni administrative | Diviziuni administrative | Diviziuni administrative | Diviziuni administrative |
| ------------------------ | ------------------------ | ------------------------ | ------------------------ |
| District                 | Suprafață (km²)          | Populație (2001)         | Centrul ad_tiv           |
| Amparai                  | 4.415                    | 589.344                  | Amparai                  |
| Anuradhapura             | 7.719                    | 746.466                  | Anuradhapura             |
| Badulla                  | 2.861                    | 774.555                  | Badulla                  |
| Batticaloa               | 2.854                    | 486.447                  | Batticaloa               |
| Colombo                  | 699                      | 2.234.146                | Colombo                  |
| Galle                    | 1.652                    | 990.539                  | Galle                    |
| Gampaha                  | 1.387                    | 2.066.096                | Gampaha                  |
| Hambantota               | 2.609                    | 525.370                  | Hambantota               |
| Jaffna                   | 1.025                    | 490.621                  | Jaffna                   |
| Kalutara                 | 1.596                    | 1.060.800                | Kalutara                 |
| Kandy                    | 1.940                    | 1.272.463                | Kandy                    |
| Kegalle                  | 1.693                    | 779.774                  | Kegalle                  |
| Kilinochchi              | 1.279                    | 127.263                  | Kilinochchi              |
| Kurunegala               | 4.816                    | 1.452.369                | Kurunegala               |
| Mannar                   | 1.996                    | 151.577                  | Mannar                   |
| Matale                   | 1.993                    | 442.427                  | Matale                   |
| Matara                   | 1.283                    | 761.236                  | Matara                   |
| Monaragala               | 5.639                    | 396.173                  | Monaragala               |
| Mullaitivu               | 2.617                    | 121.667                  | Mullaitivu               |
| Nuwara Ellya             | 1.741                    | 700.083                  | Nuwara Ellya             |
| Polonnaruwa              | 3.293                    | 359.197                  | Polonnaruwa              |
| Puttalam                 | 3.072                    | 705.342                  | Puttalam                 |
| Ratnapura                | 3.275                    | 1.008.164                | Ratnapura                |
| Trincomalee              | 2.727                    | 340.158                  | Trincomalee              |
| Vavuniya                 | 1.967                    | 149.836                  | Vavuniya                 |

## Demografie

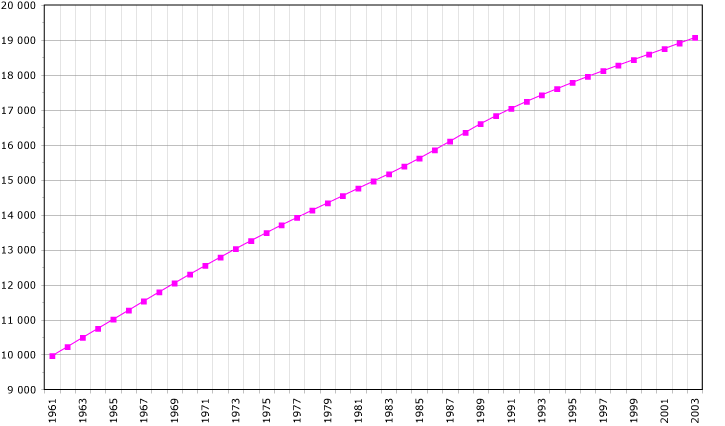
Evoluția demografică între 1961 și 2003 (conform FAO, 2005). Populația în milioane locuitori.

## Economie
Economia Sri Lankăi a cunoscut modificări semnificative în ultimul sfert de veac, accentul fiind pus pe industriile orientate spre export și dezvoltarea sectorului particular. S-au înființat zone economice libere deschise investițiilor străine, fapt care a dinamizat activitatea industrială. Cu deosebire ramura confecților se dezvoltă rapid, ea contribuind cu 1/3 la producția globală industrială și peste 50% la exporturi. Alte ramuri industriale sunt legate de prelucrarea materialelor prime agricole, forestiere (6,3 milioane m³ material lemnos, 2004). Dintre resursele de subsol se valorifică (2002) cele de fosfați naturali (8.8 mii tone), pietre prețioase (safire, rubine, topaze, 6,9 milioane carate, 2001), nisipuri metalifere (cu zirconiu 8,8 mii tone în 1998, rutil, titan 34,1 mii tone, 1998), sare (73,8 mii tone), grafit(3,8 mii tone, 2003), mică, caolin, feldspați, ilmenit etc. 

Principalele produse industriale: energie electrică, benzină, anvelope, îngrășăminte fosfatice, celuloză, hârtie și carton, cherestea, ciment, fibre sintetice, textile și confecții, ulei de cocos, zahăr brut, lapte, carne, bere, țigarete etc. 

Cultura plantelor se practică pe mai puțin de  30% din teritoriu și are o diversitate remarcabilă, evidențiindu-se plantațiile de ceai care de multe decenii, situiază Sri Lanka pe "podimul" producătorilor mondiali.
Se recoltează (mii tone, 2004): orez(2.509,8), manioc (228), batate(4), cartofi, legume, ceai (303, 2003, locul 3 pe glob), cauciuc natural, cafea, cacao, arahide, trestie de zahăr (1000), banane (610), mango (100), ananas (50,5), citrice, nuci de cocos (1.900) și de acaju, mirodenii (piper 16.5, scorțișoară 12.2, locul 3 pe glob și locul 1 la export pe glob, nucșoară 2) etc. Se cresc (mii capete, 2004) bovine (1.150), bubaline (630), caprine (415) și porcine (70). Pescuitul (289 mii tone, 2003) este dublat de acvacultură (creveți mai ales). Se culeg scoici perlifere (683,2 mii kg, 2003, locul 4 pe glob).
Balanța comercială este deficitară, exporturile acoperind 77% din valoarea importurilor (2005), iar în balanța de plăți un rol important îl joacă trimiterile celor 800.000 srilankezi care lucrează peste hotare (prioritar în țările petroliere din Orientul Mijlociu). Datoria externă este însemnată.
Industria pietrelor prețioase din Sri Lanka, în cadrul căreia safirele reprezintă principalul export, generează o cifră de afaceri anuală de cel puțin 70 de milioane de lire sterline (103 milioane de dolari).

### Trecerea la agricultură biologică
În 2021 Sri Lanka a început primul program de „agricultură 100% organică” și a impus o interdicție la nivel național asupra îngrășămintelor chimice și a pesticidelor în iunie 2021. Programul a fost propus de consilierul Vandana Shiva, dar a ignorat vocile critice din partea comunității științifice și agricole care au avertizat despre posibila prăbușire a agriculturii, inclusiv criza financiară din cauza devalorizării monedei naționale pivotate în jurul industriei ceaiului. Până la sfârșitul anului 2021 Sri-Lanka a înregistrat o scădere masivă a producției agricole până la 50% și lipsă de alimente. Situația din industria ceaiului a fost descrisă ca fiind critică, agricultura în cadrul programului ecologic fiind descrisă de 10 ori mai scumpă și producând jumătate din randamentul de până acum al agricultorilor. În septembrie 2021, guvernul a anunțat „o stare de urgență economică”, întrucât situația a fost agravată în continuare de scăderea ratei de schimb a monedei naționale, a inflației în creștere ca urmare a prețurilor ridicate la alimente și a restricțiilor pandemice în turism, care a scăzut și mai mult veniturile țării.
Sri Lanka și-a propus să treacă la 100% agricultură biologică și a fost interzis importul de îngrășăminte chimice și pesticide. Acest lucru a produs o criză economică gravă, deoarece populația se așteaptă să rămână fără venituri și fără alimente. Guvernul a anulat unele măsuri, dar importul ureei rămâne interzis. Sri Lanka se pregătește pentru acordarea de rații alimentare sub control militar.
Potrivit BBC, în septembrie 2021 Sri Lanka trece printr-o criză economică majoră. Șeful băncii centrale a demisionat din cauza crizei. Președintele a declarat starea de urgență din cauza crizei, încercând să interzică „acumularea alimentelor” (stocomanii).
La mijlocul lunii octombrie 2021, interdicția a fost ridicată în mare măsură „până când insula va fi capabilă să producă suficient îngrășământ organic”.  În noiembrie 2021, Sri Lanka și-a abandonat planul de a deveni prima țară cu agricultură ecologică din lume, în urma creșterii prețurilor la alimente și a săptămânilor de proteste împotriva acestui plan. Potrivit New York Times, raportând în decembrie 2021, daunele aduse producției agricole sunt deja făcute, prețurile la legume au crescut substanțial în Sri Lanka, iar țara va avea nevoie de timp pentru a-și reveni din această criză. Interdicția privind îngrășământul a fost ridicată pentru anumite culturi, dar prețul ureei a crescut la nivel internațional din cauza prețului petrolului și gazelor.
În 2022, guvernul din Sri Lanka a anunțat o compensație de 200 de milioane de dolari pentru peste un milion de fermieri care au pierdut recoltele ca urmare a interdicției.

## Transporturi
Infrastructura căilor de comunicații este în curs de modernizare, există 1.450 km căi ferate (cu ecartament lat), 11.650 km căi rutiere principale (95% modernizate), 160 km căi navigabile interne (pentru nave mici), patru porturi principale (Colombo, Galle, Trincomalee și Jaffna), o mică flotă maritimă și 13 aeroporturi (cel al capitalei putând primi orice fel de aeronavă).

## Cultură

### Patrimoniu mondial UNESCO
Până în anul 2011 pe lista patrimoniului mondial UNESCO au fost incluse 8 obiective din această țară.

## Turism

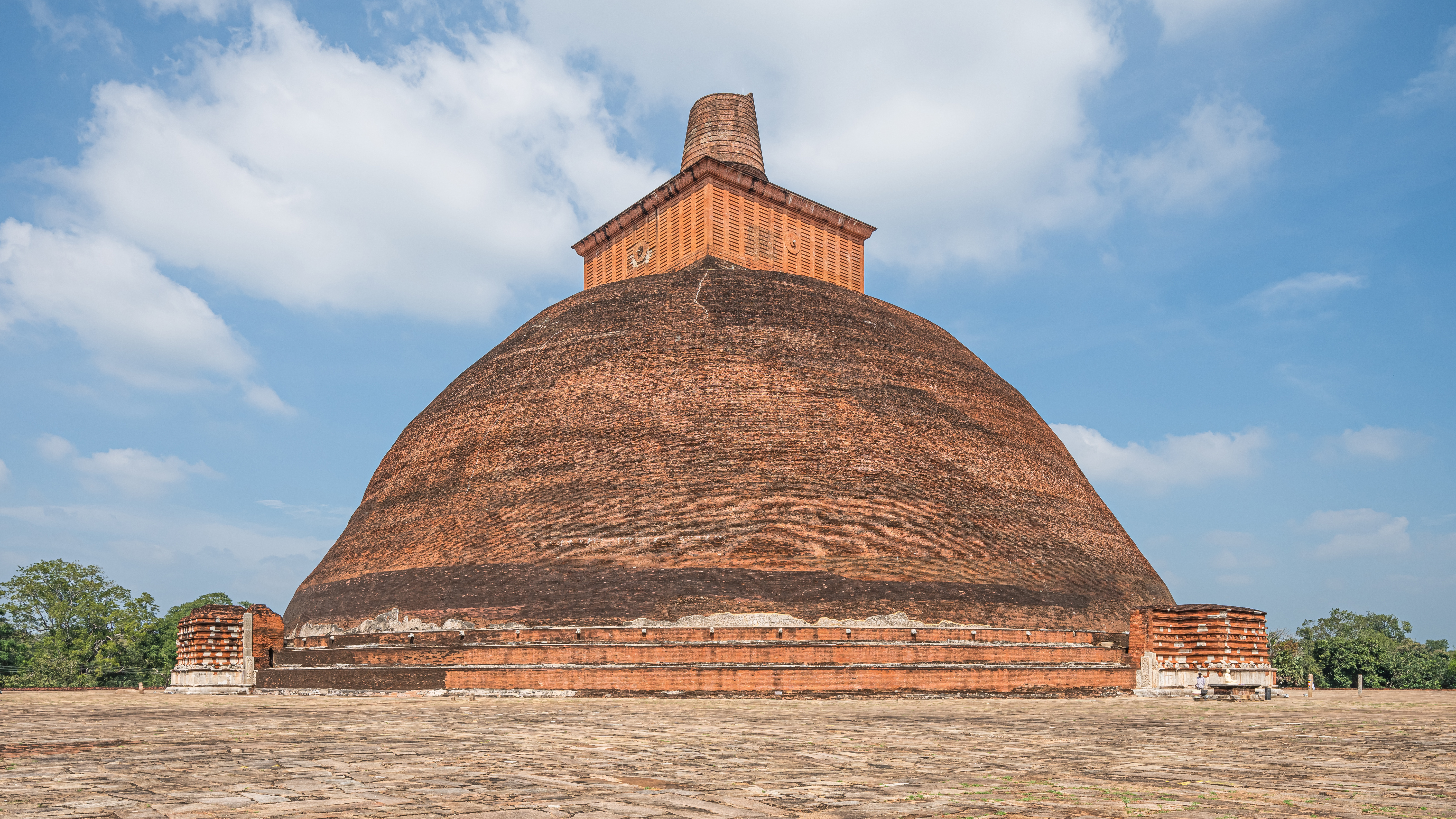
Anuradhapura

Turismul dispune de un remarcabil potențial cultural-istoric, căruia i se alătură elementele potențialului natural. Principalele zone și obiective:
- zona central-nordică, unde se află vechile capitale:

1. Anuradhapura (cu templele budiste  Thuparamaya - cel mai vechi din Sri Lanka și Ruwanweli secolul al II-lea î.Hr.),
2. Polonnaruwa (al doilea oraș ca vechime al țării, templul Lankatilaka,  secolul al XII-lea),
3. Sigiriya (reședință regală în secolul al V-lea - considerată a opta minune a lumii antice),

toate trei incluse în anul 1982 în Patrimoniul cultural universal;
- zona central-sudică (orașul Kandy - fostă capitală cu templul Dalada Maligawa - unde se păstrează, conform tradiției, un dinte al lui Buddha - și locul unor impresionante și fastuoase procesiuni religioase ce au loc în mijlocul verii (10 zile din iulie- august), de asemenea inclus (în 1988 în Patrimoniul cultural universal.
- vârful Sri Pada, cu urme uriașe de pași, atribuite lui Adam (de musulmani), Buddha (de budiști), Shiva ( de hinduși) și Sfântul Toma (de creștini). Templul ridicat în acest spațiu este vizitat anual de peste 500.000 pelerini.
- orașul Colombo, cu obiective religioase și laice (temple, moschei, catedrale, etc.)
- stațiunea Mount Lavinia, care s-a impus încă din perioada colonială.

În urma pandemiei de COVID, turismul, care asigura mare parte din intrările de valută din economie, s-a prăbușit.

## Galerie

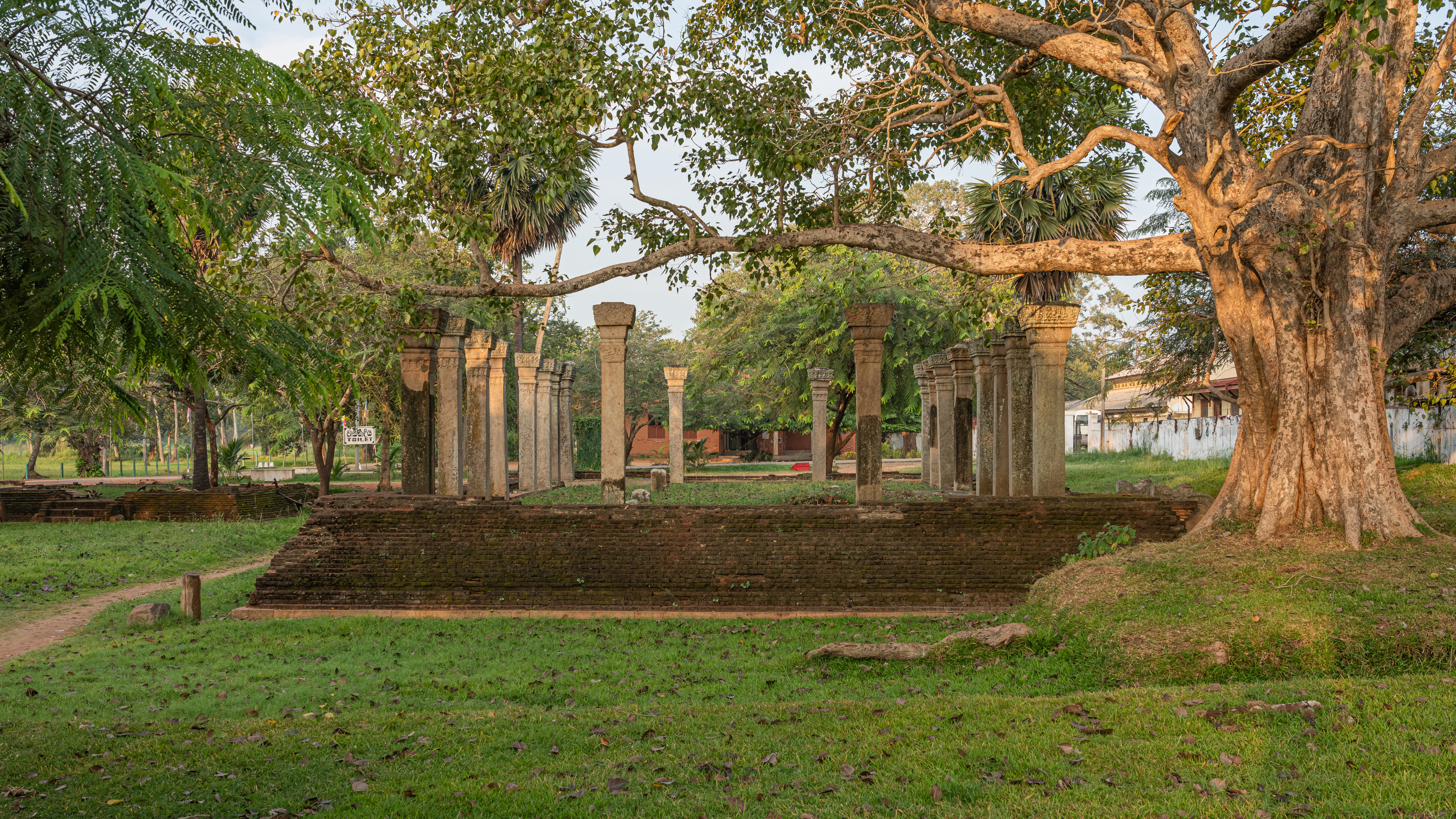
Anuradhapura - ruinele
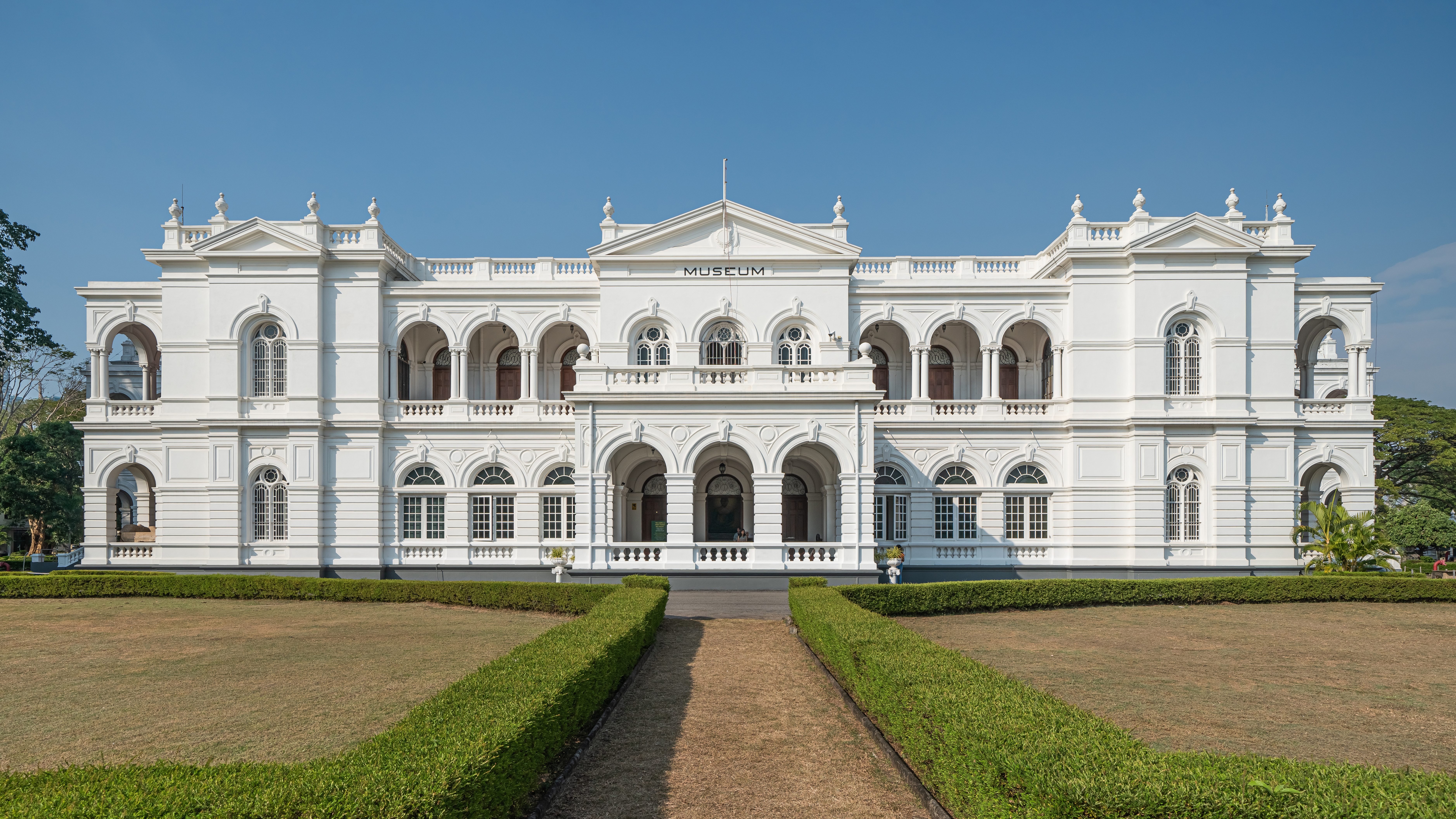
Colombo - Muzeul Național
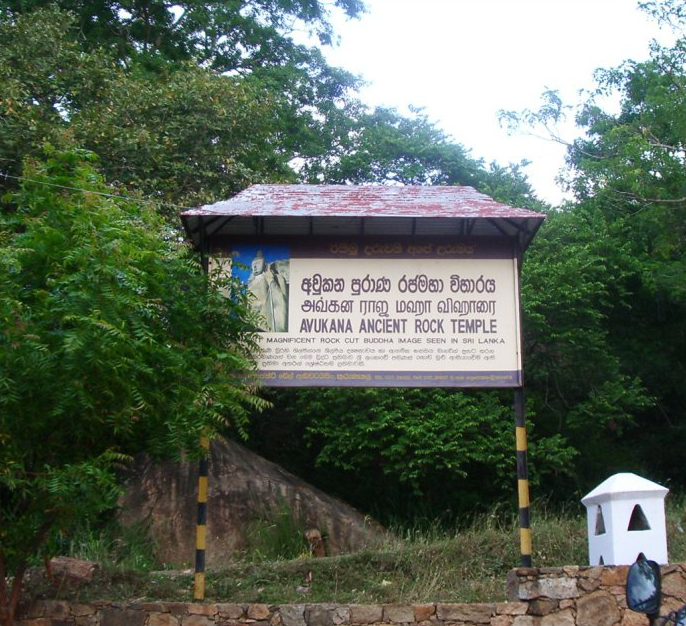
Avukana - Intrarea în templul lui Budda
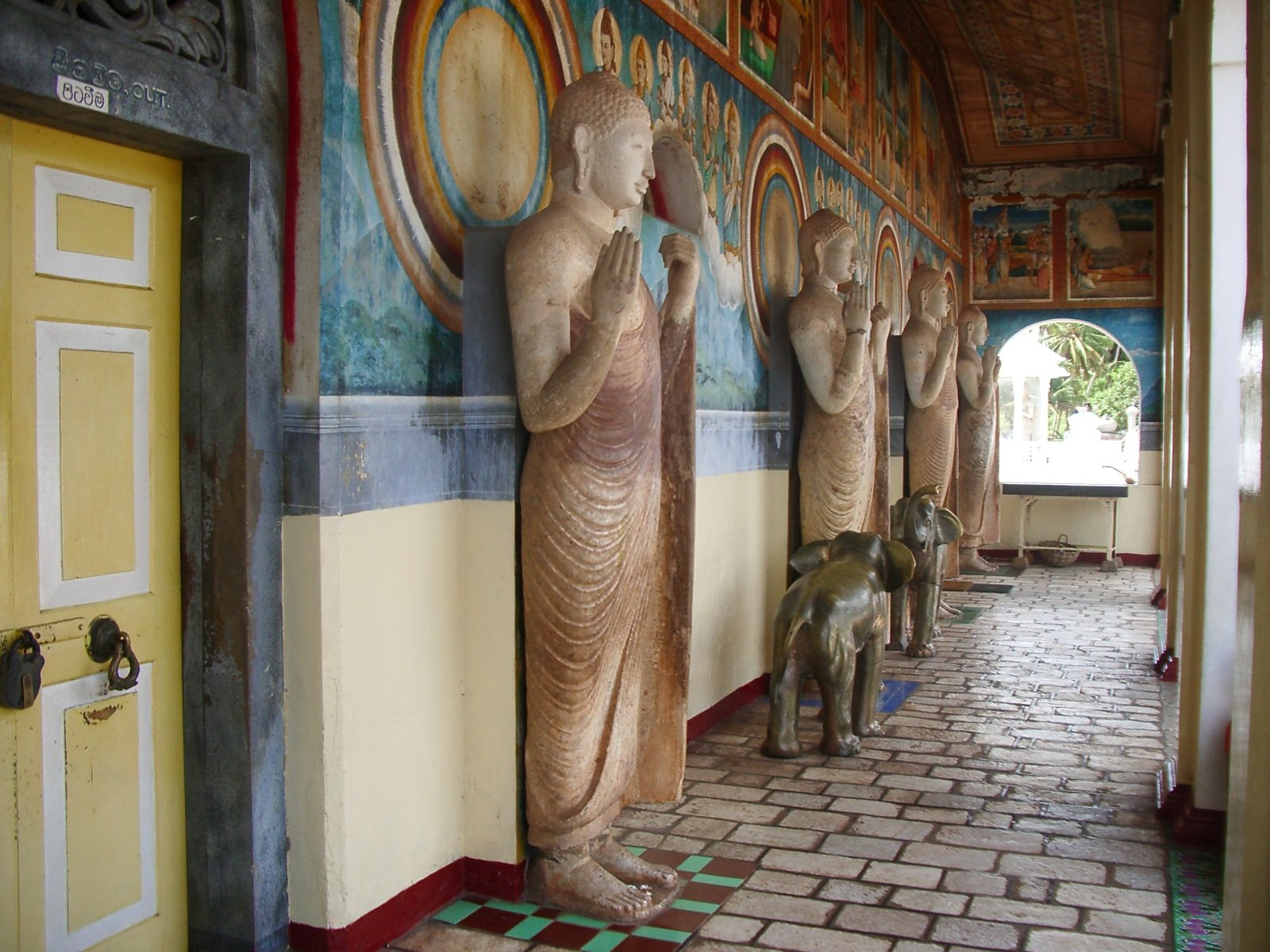
Anuradhapura - Statuile din exteriorul pagodei
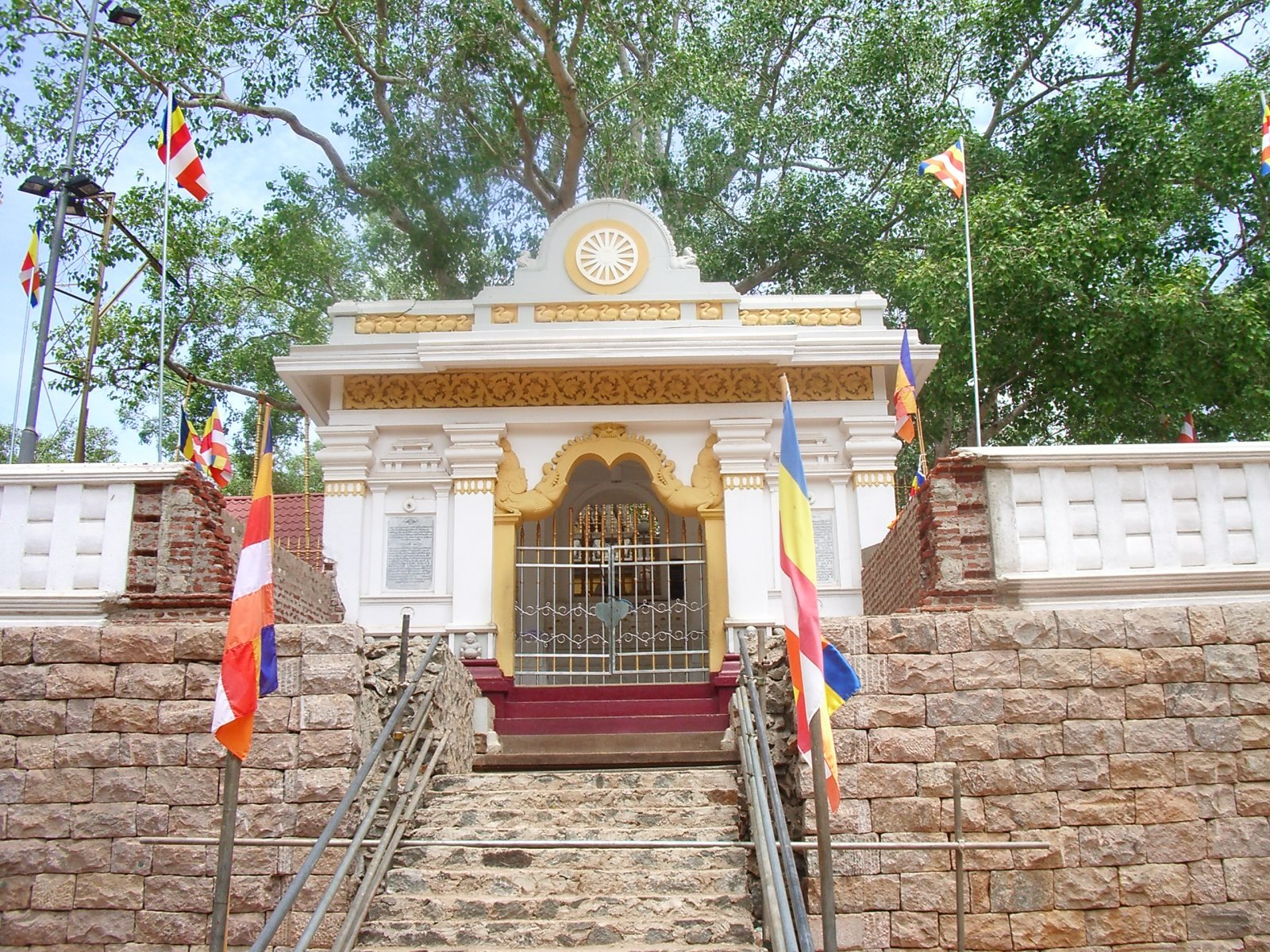
Anuradhapura - Templul principal
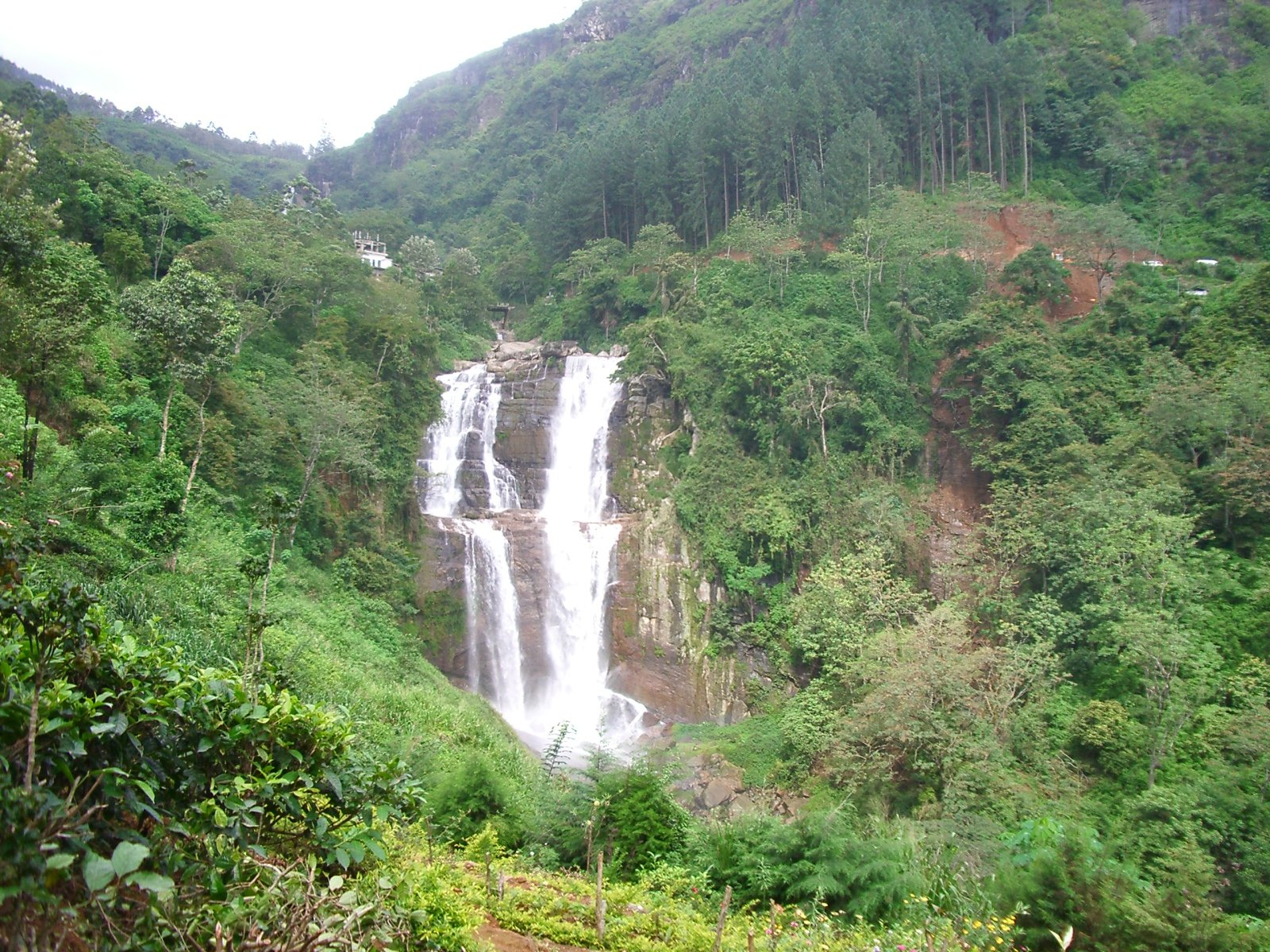
Cascada Gampola
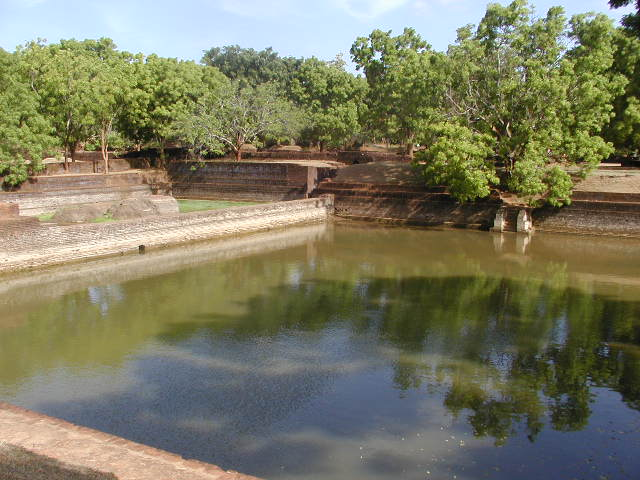
Grădinile din Sigiriya
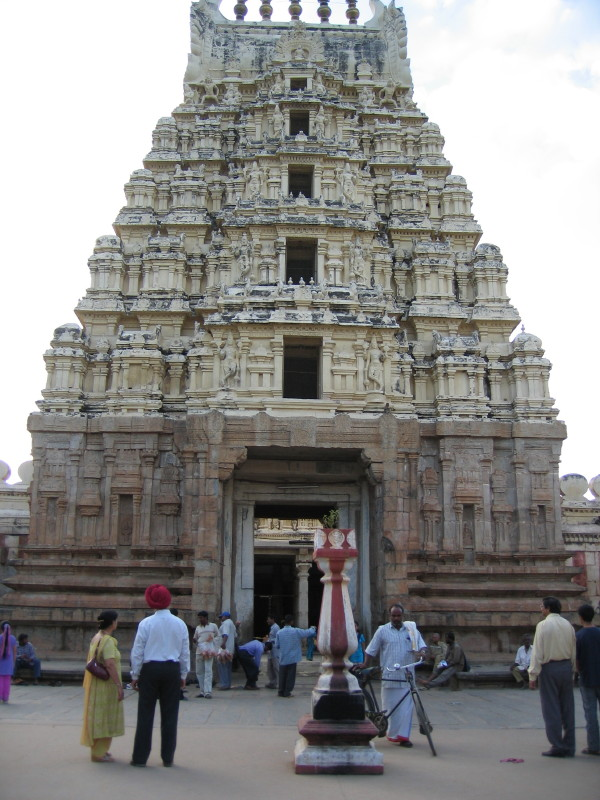
Templul Ranganatha
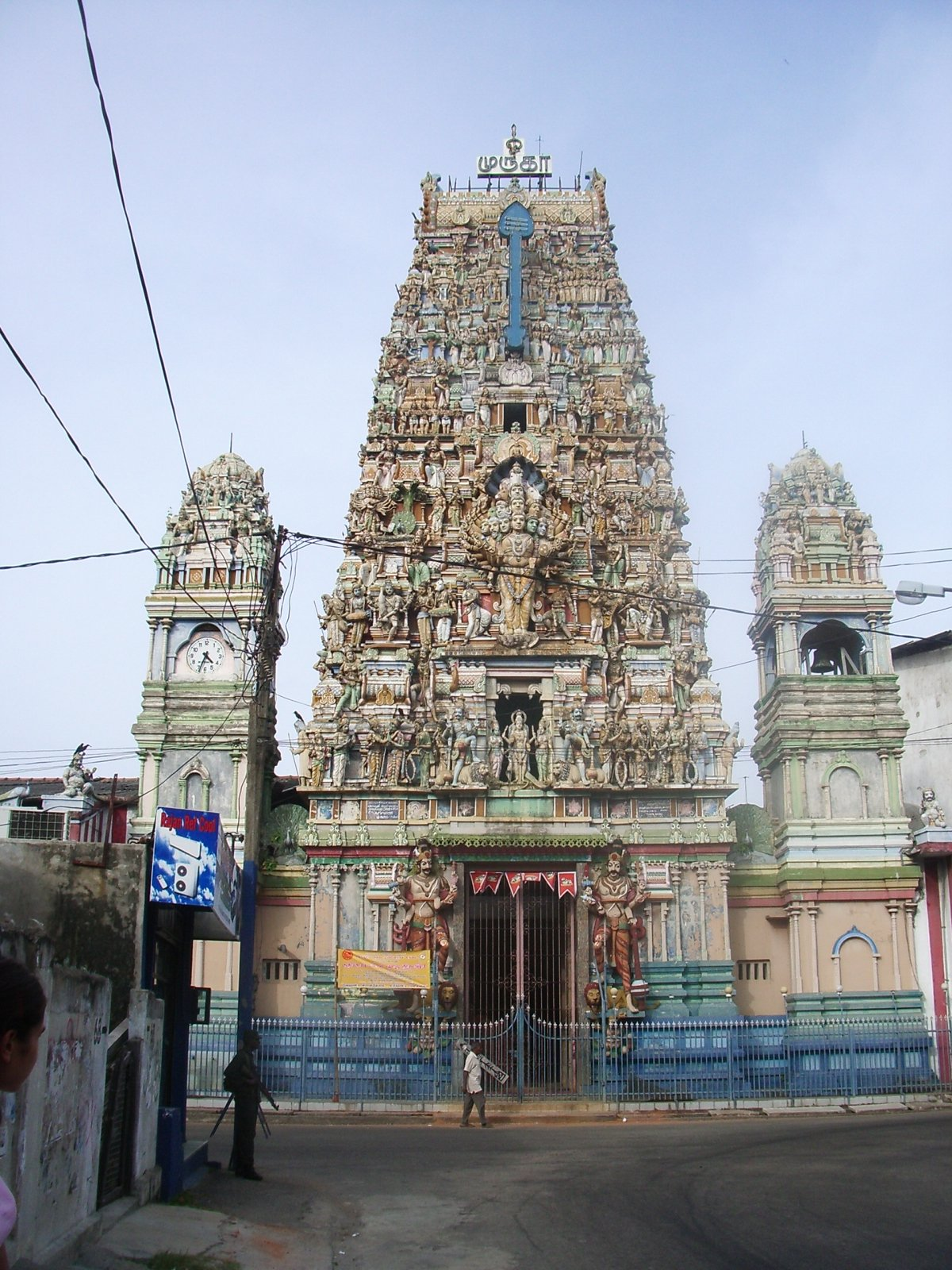
Colombo - Templu hindus
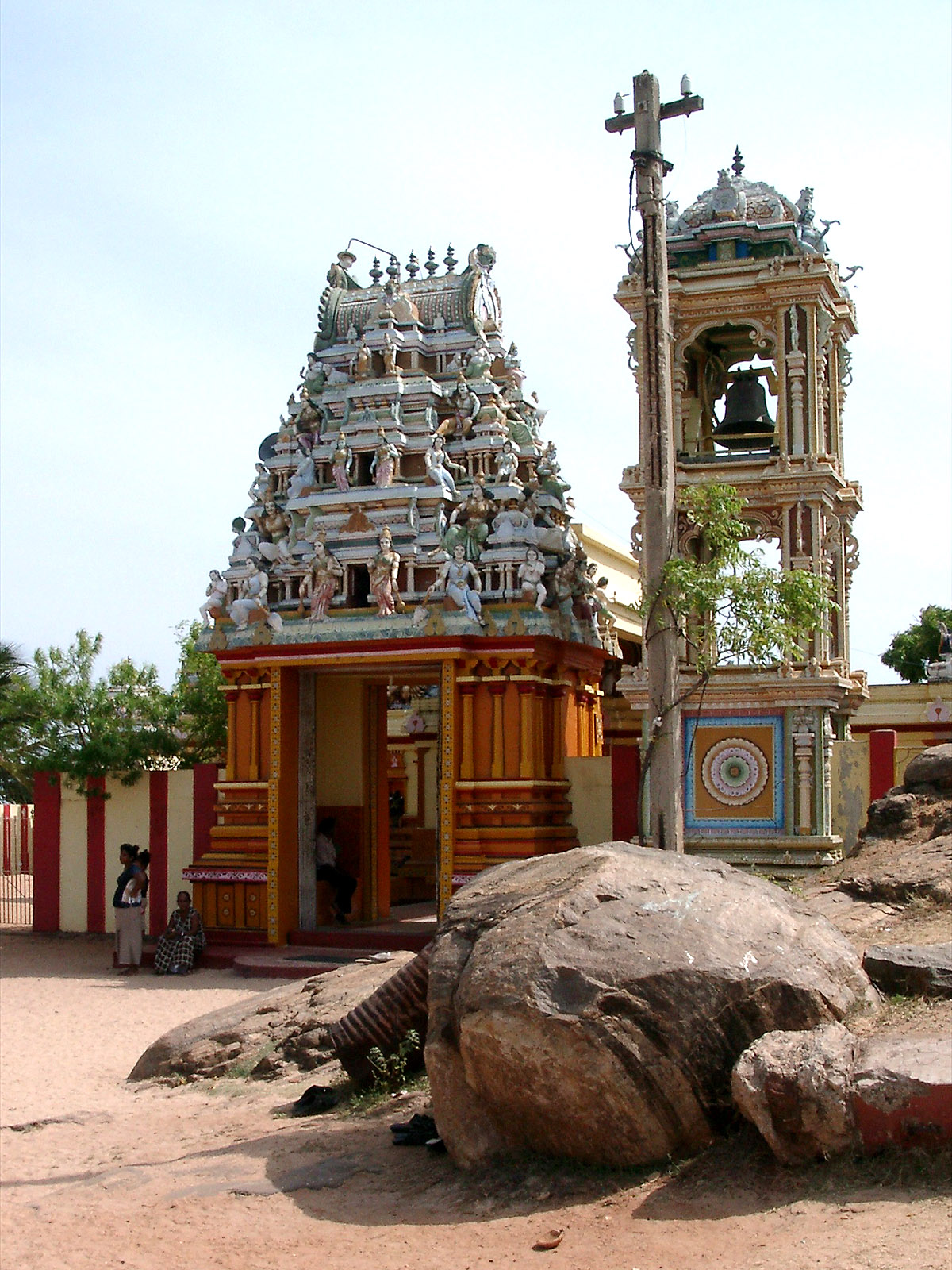
Trincomalee - templu
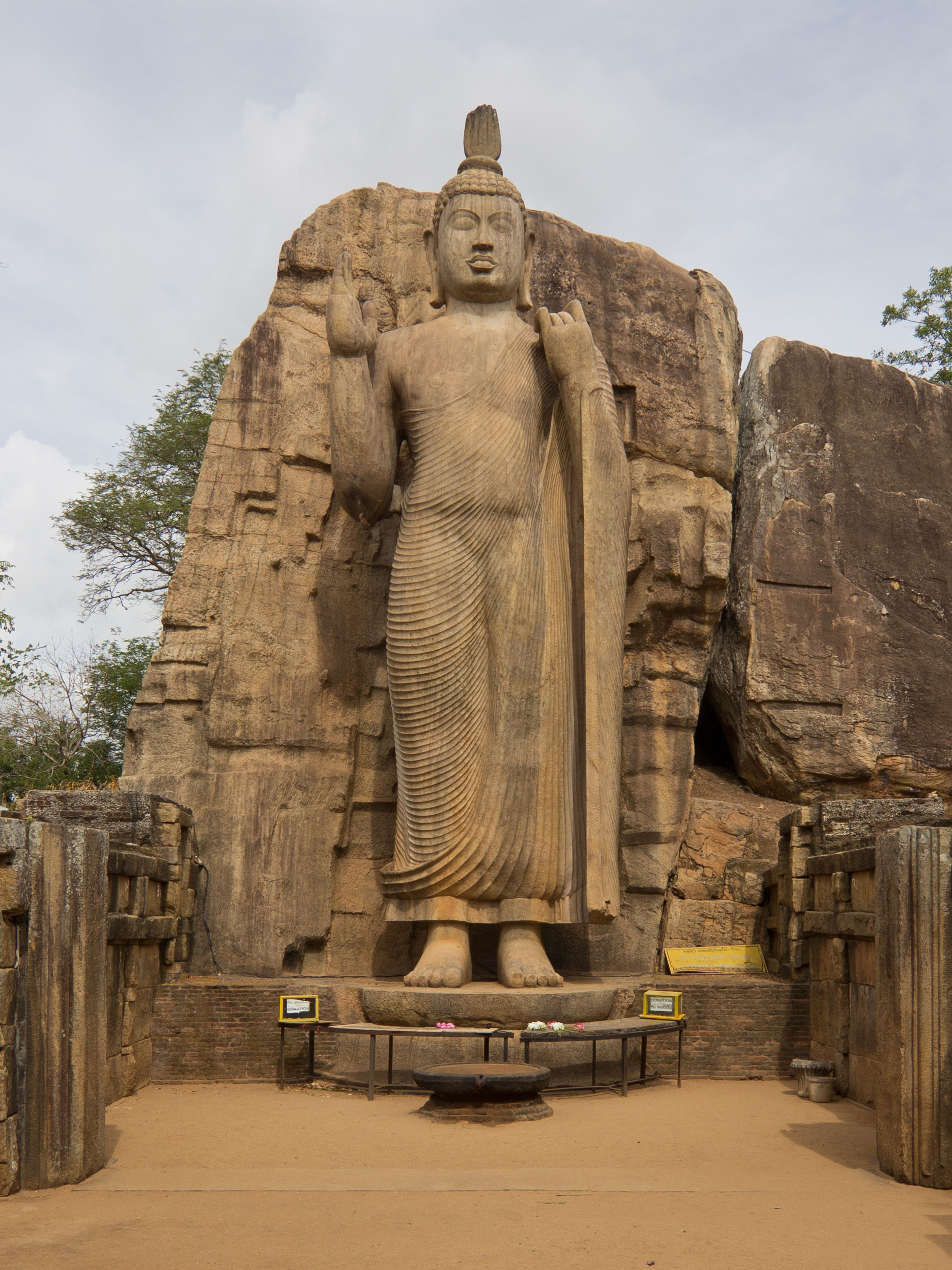
Avukana - Statuia lui Budda

## Curiozități
Această insulă este o pescătorie de perle. Indienii în general erau cei care pescuiau scoicile din care aproximativ 30% aveau perle în interior. Indienii se legau de un picior cu o piatră, luau aer în piept și coborau în adâncuri. După ce adunau cât de repede puteau câteva scoici, luau piatra în brațe și înotau la suprafață. Acești pescari mureau foarte repede, unii chiar în adâncuri. Mai era un pericol: în acele locuri sunt și rechini. Nu mulți supraviețuiau acestei munci! 